# Over Sky
『Over Sky』（オーバー・スカイ）は、テレビアニメ『ストライクウィッチーズ2』のキャラクターヴォーカルアルバム。2010年10月20日に日本コロムビアから発売された。

## 概要
テレビアニメ第2期第1話から第12話までのエンディングテーマ「Over Sky」の各バージョンを収録している。各バージョンはそれぞれ歌い手が異なっており、作中に登場する11人のヒロインと、第10話にゲスト出演したハンナ・ユスティーナ・マルセイユ役の伊藤静が歌っている。ジャケットには、宮藤芳佳、坂本美緒、リネット・ビショップ、フランチェスカ・ルッキーニ、サーニャ・V・リトヴャク、ペリーヌ・クロステルマン、ミーナ・ディートリンデ・ヴィルケ、シャーロット・E・イェーガー、エイラ・イルマタル・ユーティライネンがプリントされている。ボーナストラックとして、テレビアニメ第2期1話から第12話までのバージョンがメドレー形式で収録されている。

## 収録曲
（全作詞：深青結希・高村和宏、全作曲：若林充、全編曲：梅堀淳）
1. Type-1 [4:15]
  - 歌：宮藤芳佳（福圓美里）、坂本美緒（世戸さおり）
2. Type-2 [4:15]
  - 歌：坂本美緒（世戸さおり）、宮藤芳佳（福圓美里）
3. Type-3 [4:15]
  - 歌：宮藤芳佳（福圓美里）、リネット・ビショップ（名塚佳織）、ペリーヌ・クロステルマン（沢城みゆき）
4. Type-4 [4:15]
  - 歌：ゲルトルート・バルクホルン（園崎未恵）、シャーロット・E・イェーガー（小清水亜美）
5. Type-5 [4:15]
  - 歌：宮藤芳佳（福圓美里）、フランチェスカ・ルッキーニ（斎藤千和）、シャーロット・E・イェーガー（小清水亜美）
6. Type-6 [4:15]
  - 歌：エイラ・イルマタル・ユーティライネン（大橋歩夕）、サーニャ・V・リトヴャク（門脇舞以）
7. Type-7 [4:15]
  - 歌：ミーナ・ディートリンデ・ヴィルケ（田中理恵）、エーリカ・ハルトマン（野川さくら）、ゲルトルート・バルクホルン（園崎未恵）
8. Type-8 [4:15]
  - 歌：宮藤芳佳（福圓美里）、リネット・ビショップ（名塚佳織）
9. Type-9 [4:15]
  - 歌：坂本美緒（世戸さおり）、ペリーヌ・クロステルマン（沢城みゆき）
10. Type-10 [4:15]
  - 歌：エーリカ・ハルトマン（野川さくら）、ハンナ・ユスティーナ・マルセイユ（伊藤静）
11. Type-11 [4:15]
  - 歌：坂本美緒（世戸さおり）、ミーナ・ディートリンデ・ヴィルケ（田中理恵）
12. Type-12 [4:16]
  - 歌：宮藤芳佳（福圓美里）、坂本美緒（世戸さおり）、ミーナ・ディートリンデ・ヴィルケ（田中理恵）、ペリーヌ・クロステルマン（沢城みゆき）、リネット・ビショップ（名塚佳織）、エーリカ・ハルトマン（野川さくら）、ゲルトルート・バルクホルン（園崎未恵）、フランチェスカ・ルッキーニ（斎藤千和）、シャーロット・E・イェーガー（小清水亜美）、サーニャ・V・リトヴャク（門脇舞以）、エイラ・イルマタル・ユーティライネン（大橋歩夕）
13. Over Sky（オリジナル・カラオケ）
14. ストライクウィッチーズ2 エンディングテーマ・メドレー [17:49]
Type-1〜12のTVサイズバージョンのメドレー。